# Henry Peter
Pour les articles homonymes, voir Peter.
Henry Peter (né en 1957) est un avocat franco-suisse. Il est également professeur honoraire de droit à l'université de Genève dont il dirige le centre pluridisciplinaire consacré à la philanthropie de 2017 à 2024 et préside la fondation Aventinus, propriétaire du journal Le Temps, depuis le 1er janvier 2025.

## Biographie

### Études
Henry Peter réalise ses études à l'université de Genève, où il obtient une licence de droit en 1979. Après un stage d'avocat au sein de l'étude Brunschwig, Biaggi & Lévy à Genève entre 1979 et 1981 et l'obtention du brevet genevois, il retrouve son alma mater où il obtient un diplôme d'études supérieures (DES) en droit commercial en 1983.
Bénéficiaire d'une bourse accordée par le Fonds national suisse de la recherche scientifique (FNRS), il entame une thèse de doctorat et rejoint pendant un an la faculté de droit de l'université de Californie à Berkeley pour effectuer des recherches de 1983 à 1984. À l'été 1984, il intègre brièvement l'étude Carter Ledyard & Milburn à New York. De retour en Suisse la même année, il devient avocat à Lugano en poursuivant en parallèle le développement de sa thèse de doctorat, qu'il soutient en 1988 sur le sujet « L'action révocatoire dans les groupes de sociétés »,.

### Carrière
De 1988 à 2006, il est associé de l'étude Sganzini, Bernasconi, Peter & Gaggini à Lugano. Il devient ensuite senior partner de l'étude Peter, Bernasconi & Partners de 2006 à 2009, puis senior partner de l'étude PSMLaw de 2009 à 2017. En 2017, PSMLaw fusionne avec l'étude Kellerhals Carrard dont il devient associé du bureau de Lugano.
Il se spécialise dans le domaine des fusions et acquisitions, de la gouvernance et de la responsabilité sociétale des entreprises. En parallèle de cette activité, il développe une expertise en droit du sport dès 1985 en travaillant initialement dans le domaine de la Formule 1 en tant qu'avocat pour le groupe Ferrari,,  et notamment avec Jean Todt et négociant entre autres en 1995 avec Michael Schumacher le contrat qui permit l'arrivée de ce dernier au sein de l'écurie. Au cours de sa carrière, il agit aussi régulièrement en tant que président, arbitre ou membre de tribunaux arbitraux dans le cadre de conflits en matière de droit commercial ou de droit du sport,.
Il est impliqué dans le traitement juridique de la faillite du groupe Swissair (SAir Group), affaire complexe ayant donné lieu à une longue procédure tout au long de la décennie des années 2000,. S'intéressant également à la responsabilité sociétale des entreprises et des fédérations sportives internationales, il s'exprime notamment en 2016 au sujet de l'affaire de corruption à la FIFA et appelle publiquement à une refonte en profondeur des statuts et de la culture de l'association footbalistique.
De 2004 à 2015, il est membre de la Commission des OPA, autorité fédérale suisse chargée du contrôle des opérations de fusions et acquisitions d'entreprises au sein de la FINMA. Dans le même domaine, il est à partir de 2007 membre de la Commission des sanctions de la bourse suisse (SIX Group) et membre du comité de rédaction de la Revue suisse de droit des affaires et du marché financier.
Très actif dans les associations et comités liés au droit des affaires, il a été président de l'Association genevoise de droit des affaires (AGDA) de 2003 à 2006 et membre du groupe d'experts « Procédure concordataire » de 2003 à 2008, nommé par l'Office fédéral suisse de la Justice. Il a été également membre du comité de l'Association Suisse de l'Arbitrage et a été président de sa section suisse italienne depuis sa création en 2003 jusqu'en 2023.
Dans le domaine du droit du sport, il est vice-président de la chambre disciplinaire du sport suisse de l'association olympique suisse depuis 2001, a été entre 2014 et 2022 membre du comité d'éthique de la FIA ainsi que du tribunal arbitral permanent des 31e, 32e, 33e et 36e éditions de la Coupe de l'America,,.
Il siège au conseil d'administration de plusieurs sociétés suisses, parmi lesquelles Swiss Life, la banque Lombard Odier ou Ermenegildo Zegna. Il a été également consul honoraire de Suède pour la Suisse italienne de 1994 à 2010 et à ce titre a été décoré en tant que Chevalier première classe de l'Ordre de l'Etoile polaire.
Parallèlement à ses activités d'avocat, il est professeur ordinaire à la faculté de droit de l'université de Genève où il enseigne depuis 1988 et occupe progressivement plusieurs fonctions importantes au sein de l'établissement. Entre 1998 et 2012, il dirige le programme postgrade du « Master in Business Law » qui s'adresse aux étudiants en double-cursus entre l'université de Genève et l'université de Lausanne. De 2006 à 2017, il est également directeur du département de droit commercial de la faculté de droit de l'université de Genève. En 2017, il crée dans la même université un Centre pluridisciplinaire consacré à la philanthropie, dont le Rectorat lui confie la direction.  Il quitte cette fonction fin 2024 peu après avoir annoncé la création dans ce cadre de l'Initiative Média Philanthropie et prend le 1er janvier suivant la tête de la Fondation Aventinus, propriétaire notamment du quotidien Le Temps,. Il prend sa retraite universitaire fin 2024, mais reste président de la Commission sportive et membre du comité d'audit de l'université genevoise.
Au Tessin, où il réside, il est membre du conseil de l'Université de la Suisse Italienne, président du conseil de la Fondaton pour les facultés de Lugano, et président du conseil de fondation du Musée d'Art de la Suisse Italienne (MASI),.
Au cours de sa carrière académique, il intervient dans d'autres établissements, notamment à l'université Jean-Moulin-Lyon-III en France, à l'université de Fribourg, à l'Académie internationale des sciences et techniques du sport de Lausanne, à l'Académie suisse de la magistrature de Neuchâtel, au Duke Summer Institute, à l'université de Zurich et à l'Université de la Suisse italienne.
Le 14 juillet 2021, Henry Peter est nommé au rang de chevalier de la Légion d'honneur.

## Distinctions
- Chevalier de l'ordre royal de l'Étoile polaire
- Chevalier de la Légion d'honneur (2021)

## Publications
Il est l'auteur ou co-auteur de plus d'une centaine de publications dans ses différents domaines d'expertise, notamment d'une partie du Commentaire romand, des ouvrages The Routledge Handbook of Taxation and Philanthropy et The International Handbook of Social Enterprise Law, ainsi que de cinq ouvrages successifs consacrés aux décisions rendues dans le cadre de la Coupe de l'America.